# Statuia lui Avram Iancu din Turda
Statuia lui Avram Iancu (1824-1872) a fost plasată în Piața Republicii (centrul orașului Turda), pe locul unde până în 1998 a fost amplasată Statuia Lupa Capitolina din Turda (mutată în același an în Piața Romană). In cadrul lucrărilor de sistematizare și modernizare a centrului municipiului, în toamna anului 2022 statuia a fost mutată pe o nouă locație, lȃngă teatru, cu privirea îndreptată spre strada Avram Iancu.

## Descriere
Inscripția de pe soclu este: Unicul dor al vieții mele este să-mi văd națiunea fericită. A fost ridicată cu ocazia aniversării a 150 ani de la revoluția de la 1848. A fost dezvelită la 25 octombrie 1998 de Ziua Forțelor Armate, prin grija Consiliului Local Turda, a primarului Virgil Blasiu și Societății "Avram Iancu". Statuia, realizată în iulie 1998, este opera sculptorului Ilarion Voinea, in colaborare cu Emil Crețu din Cluj-Napoca, Adrian Mitran si Daniel Sandu. A fost transpusă în bronz la Turnătoria Metalul Cluj. Are o înălțime de 3,5 m.

## Galerie de imagini

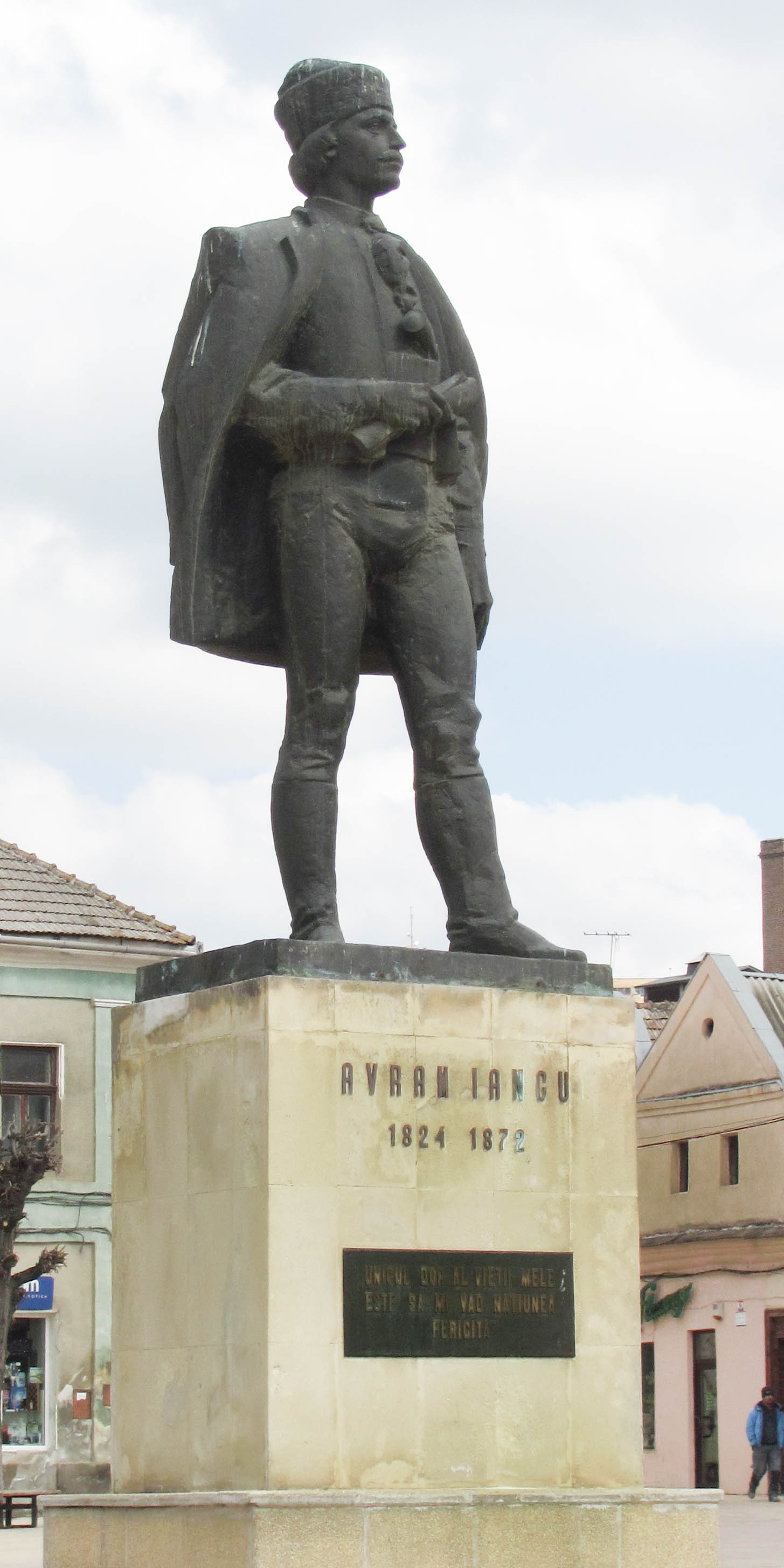
Statuia lui Avram Iancu
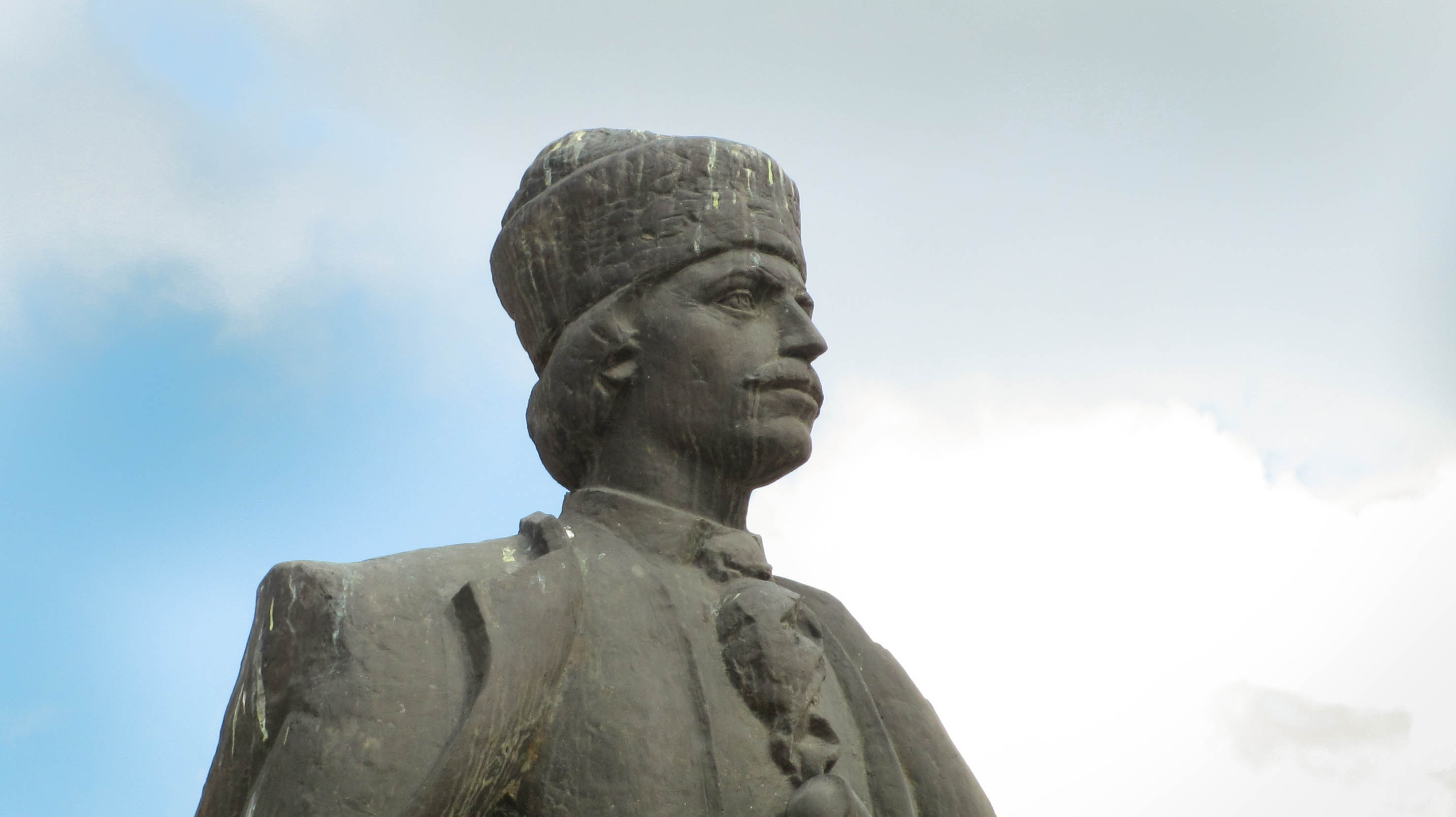
Statuia lui Avram Iancu, detaliu
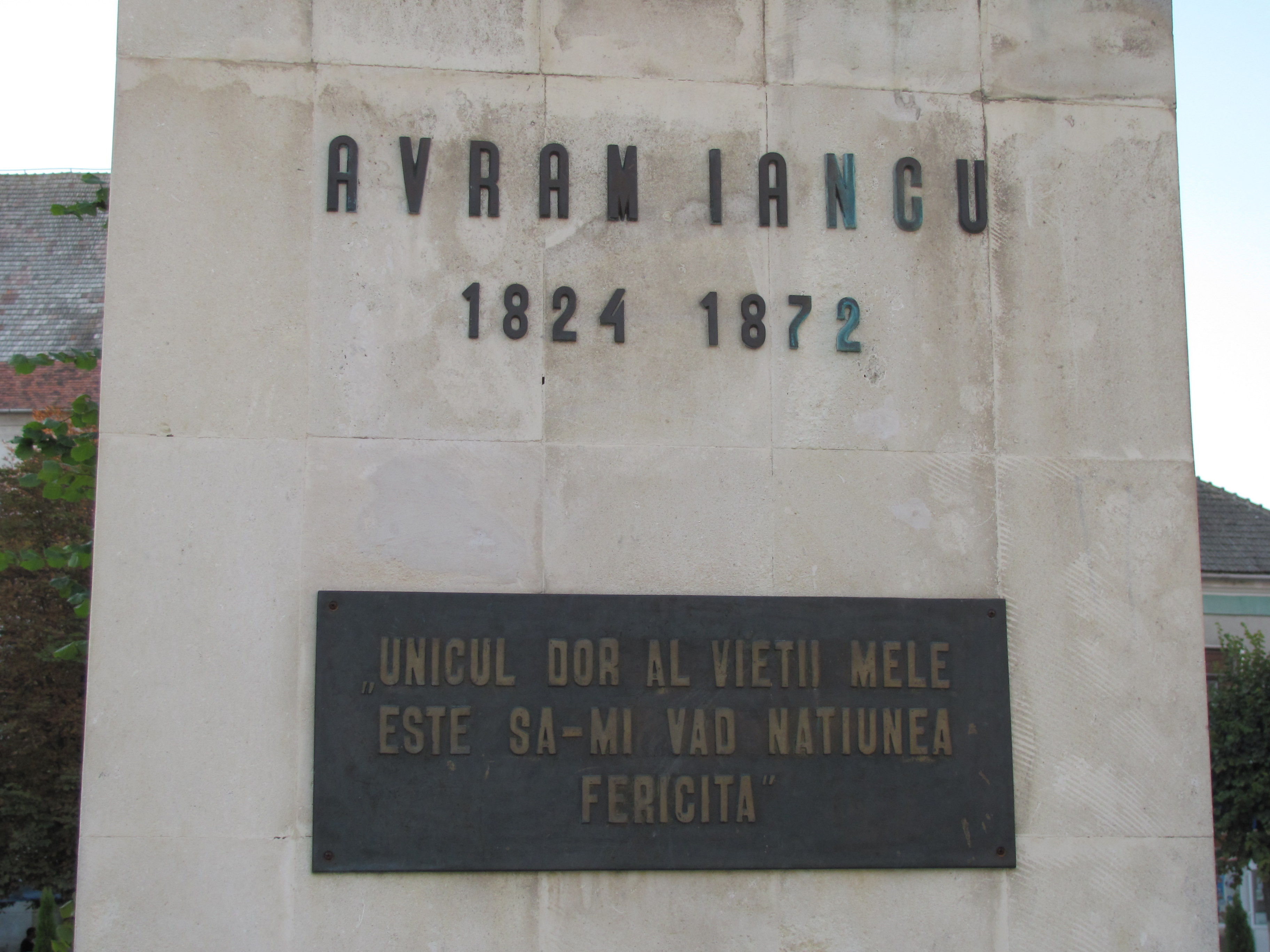
Inscripția de pe soclul statuii lui Avram Iancu
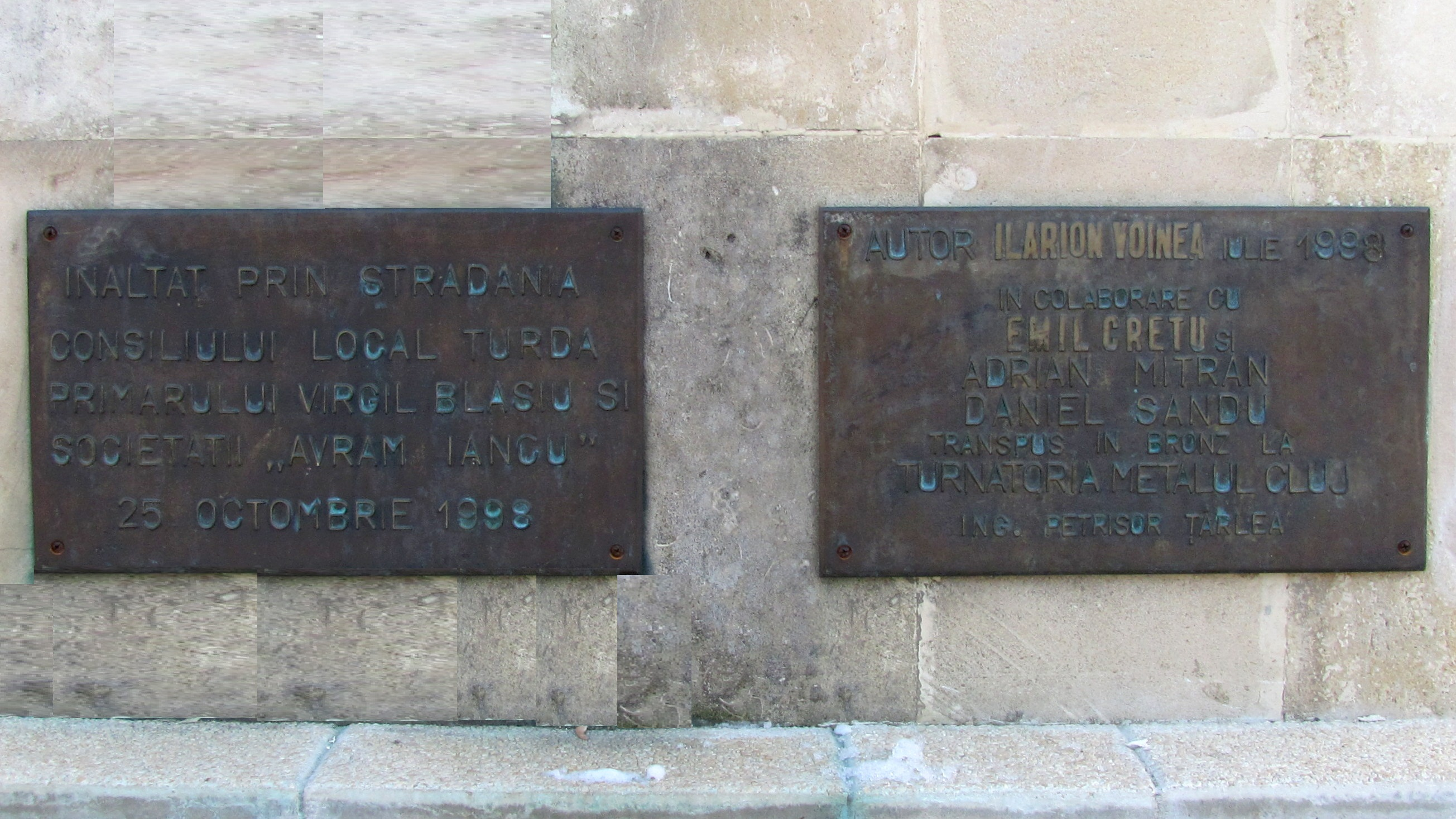
Plăci informative de pe soclul statuii lui Avram Iancu
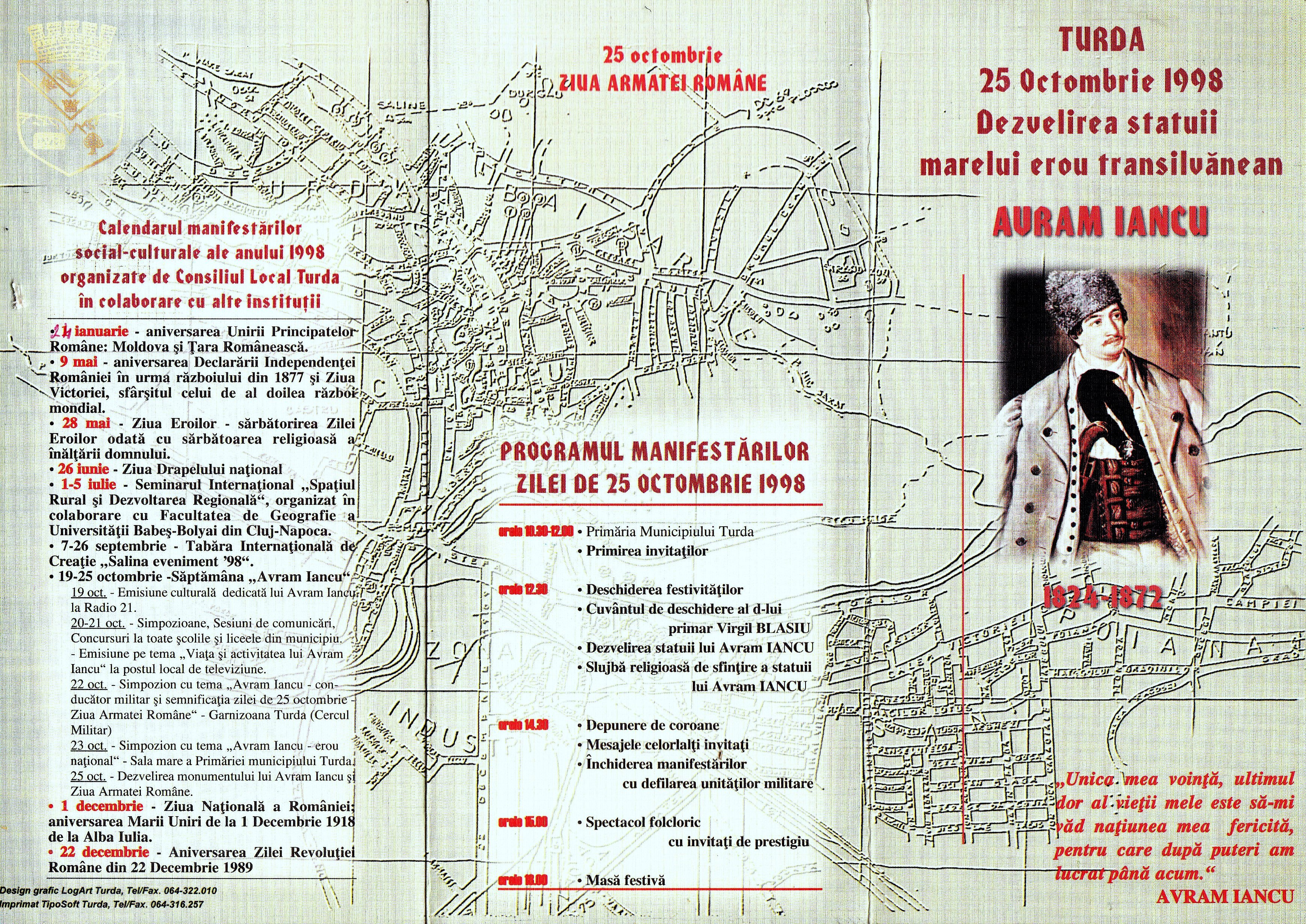
Pliant editat de Primăria Municipiului Turda cu ocazia dezvelirii statuii lui Avram Iancu (pag.1)
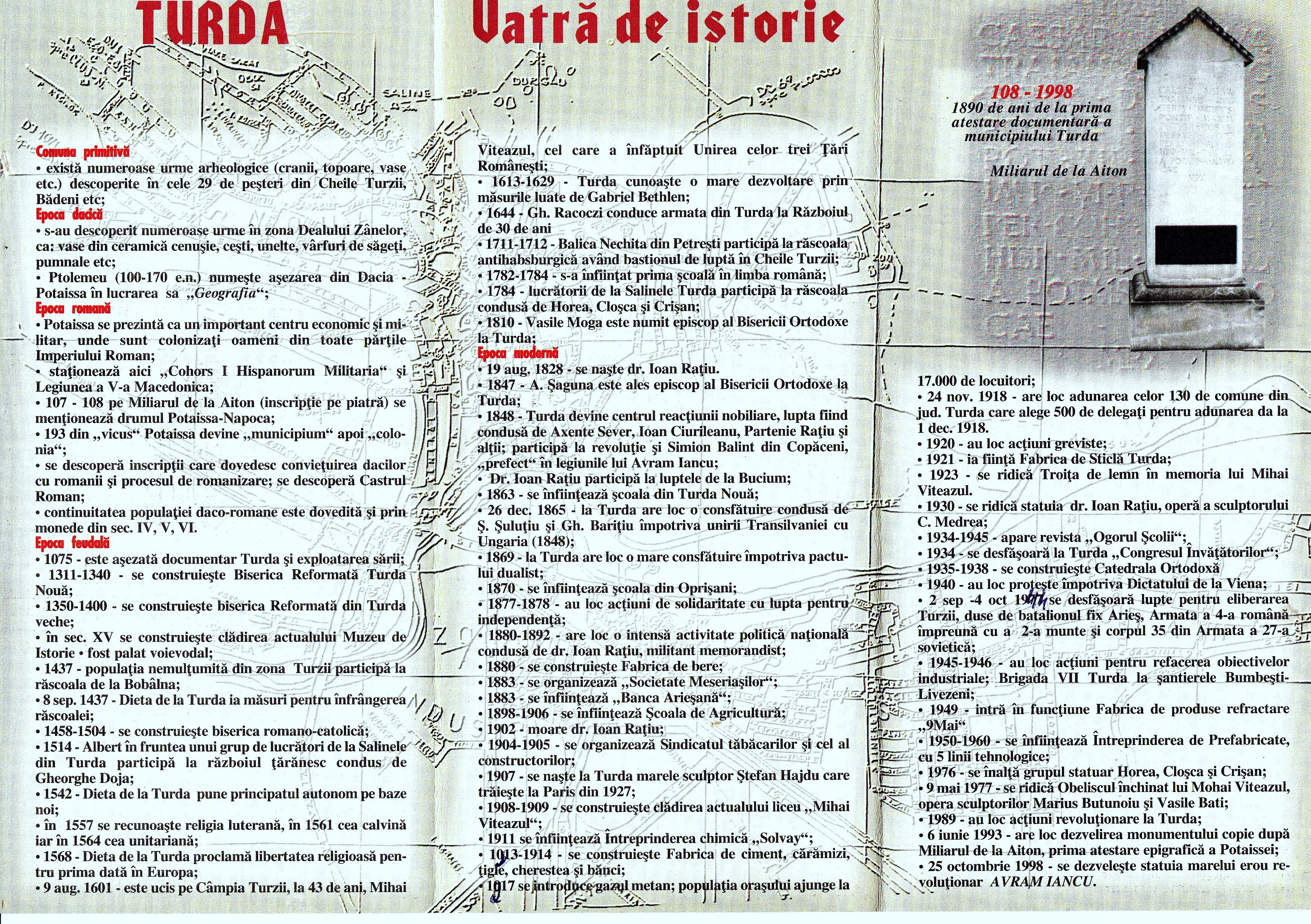
Pliant editat de Primăria Municipiului Turda cu ocazia dezvelirii statuii lui Avram Iancu (pag.2)